# Assedi di Ueda
Gli assedi di Ueda, noti in Giappone anche come battaglie di Ueda, furono due scontri avvenuti durante il periodo Sengoku tra il clan Tokugawa e il clan Sanada; entrambi avvennero nella provincia di Shinano nei pressi del castello di Ueda (oggi Ueda, prefettura di Nagano), roccaforte dei Sanada. In entrambe le battaglie i Sanada, soverchiati numericamente, riuscirono a bloccare i tentativi Tokugawa di conquistare il castello.

## Primo assedio (1585)
Dopo la battaglia di Komaki e Nagakute, Sanada Masayuki fu lasciato nel nord dello Shinano per controllare il clan Uesugi e gli fu affidato il castello di Numata. Approfittò di questa opportunità per sottomettere i signori più piccoli e consolidare il potere nella regione. In dicembre, quando Tokugawa Ieyasu fece pace con Toyotomi Hideyoshi e tornò nei suoi territori, Masayuki fu pressato da Hōjō Ujinao perché rispettasse i termini del loro trattato.
In quel trattato, tra le altre condizioni, Tokugawa Ieyasu accettò di trasferire il castello di Numata e le terre adiacenti nella provincia di Kōzuke al clan Hōjō. Nell'aprile 1585, Ieyasu avanzò con le sue armate nella provincia del Kai per costringere Masayuki a consegnare il castello di Numata. Masayuki comunque resistette a cederlo di nuovo dopo averlo riconquistato con innumerevoli fatiche. Alla fine decise di tagliare le relazioni con Ieyasu e di allearsi con Uesugi Kagekatsu inviandogli il suo secondogenito Sanada Nobushige come ostaggio. Con questa mossa entrò nella coalizione di Hideyoshi che si opponeva all'alleanza Tokugawa-Hōjō.
Mesi dopo le forze Tokugawa invasero i territori del clan Sanada nel nord Shinano con 7 000 uomini e cinsero d'assedio il castello di Ueda che era difeso da soli 1 200 soldati Sanada, a cui si era unito un piccolo rinforzo del clan Uesugi. Masayuki riuscì tuttavia a infliggere 1 300 perdite alle forze Tokugawa con un'abile manovra di attacco dalle retrovie e colse una vittoria tanto inaspettata quanto decisiva. Infatti Ieyasu fu costretto al ritiro dopo che altri contigenti di rinforzo Uesugi e Toyotomi stavano arrivando in aiuto al castello. Questo fu il primo assedio del castello di Ueda, una vittoria che portò a Masayuki notorietà in tutto il Giappone. In seguito a tali eventi Masayuki, da semplice servitore dei Takeda, venne riconosciuto come daimyō indipendente.

## Secondo assedio (1600)
La seconda battaglia di Ueda (第二次上田合戦?, Dainiji-ueda-gassen) avvenne nel 1600 nelle provincia di Shinano.
Dopo la divisione del Giappone in due fazioni, una orientale guidata da Tokugawa Ieyasu, e una occidentale guidata da Ishida Mitsunari, e lo scoppio della guerra, Tokugawa Hidetada, al comando di oltre 30 000 uomini,  si imbatté nel castello di Ueda mentre marciava lungo la Nakasendō da Edo per incontrarsi con le forze del padre.
Hidetada, che aveva ordine di ignorare Ueda non resistette alla tentazione di attaccarlo. Tuttavia il castello, governato da Sanada Masayuki, non cadde rapidamente come si aspettava, e l'assedio venne abbantonato dopo quattro giorni, abbastanza a lungo perché Hidetada perdesse la possibilità di arrivare in tempo sul campo di Sekigahara, il luogo dello scontro finale.